# Хафиз Ширази
Шамсудди́н Муха́ммад Хафи́з (Хафе́з) Ширази́ (перс. خواجه شمس‌الدین محمد حافظ شیرازی‎, также иногда упоминается в источниках как Шамсиддин Мухаммад Хафиз Ширази, в старых русских источниках встречается написание Гафиз; около 1325, Шираз, Музаффариды — не ранее 1389 и не позднее 1390[…], Шираз, Государство Тимуридов) — персидский поэт и суфийский шейх. На родине его произведения считают вершиной персидской литературы. Его жизнь и стихи стали предметом большого количества анализов, комментариев и интерпретаций, оказав большое влияние на персидскую письменность после XIV века.
Сведения его жизни содержат больше легенд, чем достоверных фактов и дат. 
Его стихи являются классикой персидской поэзии. В мактабах (школах) Бухарского ханства в XVI — начале XX века стихи Хафиза Ширази входили в обязательный учебный курс.

## Биография
Родился в Ширазе. Среди исследователей нет единого мнения по поводу даты рождения поэта. В качестве вариантов предлагаются  1315 и  1317 годы (по некоторым источникам — 1300 или 1325 год). Информация о семье либо представляет собой выводы (иногда — излишне буквалистские) из собственных сочинений Хафиза, либо появляется в поздних источниках сомнительной достоверности. Одни источники называют отца поэта Баха-ад-дином (варианты написания имени «Богоуддин» и «Камолуддин») из Исфахана, другие указывают имя Камал-ад-дина из Туйсеркана. Краткая литературная энциклопедия пишет, что семья будущего поэта была незнатной и небогатой, однако ему удалось получить полноценное богословское образование. Уже в раннем возрасте он выучил наизусть Коран, за что и получил уважительное прозвище «хафиз» («хранящий в памяти»). В дальнейшем плата за обрядовое чтение Корана составляла для него один из основных источников дохода, наряду с подарками от покровителей искусства; при этом в ряде стихотворений он писал о себе как о человеке небогатом.
Он также с ранних лет был знаком с произведениями Руми и Саади, а также Аттара и Низами. В детстве работал в пекарне, однако совмещал работу с учёбой в мактабе. Предположительно он получил хорошее образование в медресе. Позже основу его заработка составляла плата за обрядовое чтение Корана и пожалования от покровителей.
В возрасте 21 года он стал учеником Аттара в Ширазе. Он уже тогда стал слагать стихи и стал поэтом и чтецом Корана при дворе Абу Исхака Инджу, вошёл в суфийский орден — Тарика. Хафиз знал арабский язык, хорошо разбирался в хадисах, тафсире, фикхе. Исходя из посвящений в ряде произведений «Дивана», включая газель «Кравчий, светом вина озари нашу чашу», Хафиз прославился как поэт уже в годы правления Абу Исхака. Интонации двух стихотворений Хафиза, посвящённых Абу Исхаку, далеки от безоговорочного восхваления и скорее выражают меланхолическую печаль. В посвящённой этому правителю касыде, начинающейся сценой нового рассвета, финал содержит пожелания твёрдости перед лицом лишений и трудностей. Другое сочинение, одна из самых известных элегических газелей Хафиза, традиционно рассматривается как оплакивание его блестящего правления, ушедшего в прошлое.
В 1357 году Абу Исхак был побеждён и казнён воцарившимся в Ширазе основателем династии Музаффаридов Мубариз-ад-дином. После этого Хафиз оказался в оппозиции к новому правителю, в круге приближённых наследника престола Шах-Шуджи. В это время им было создано около десятка газелей, высмеивавших Мубариз-ад-дина и его указы, запрещавшие употребление вина и светские развлечения. Из произведений Хафиза, так же как свидетельств других современников, вырисовывается образ Мубариза как ограниченного, фанатично религиозного человека, не видевшего противоречий между набожностью и жестокостью. Он получил, возможно, от сына, прозвище Мухтасиб, обозначавшее блюстителя шариатской морали на государственной службе, и в более поздних произведениях Хафиз использовал этот образ для критического описания периода правления Мубариза.
Правлению Мубариз-ад-дина положил конец дворцовый переворот — его сверг и ослепил собственный наследник. В отличие от отца Шах-Шуджа, хотя тоже мог временами быть жестоким, напоминал итальянских князей эпохи Возрождения. Это был человек образованный, покровитель искусств, участвовавший в литературных дебатах и сам сочинявший стихи и трактаты. Как литературный критик Хафиза Шах-Шуджа выступает в одном из исторических анекдотов; согласно этой истории, правитель Фарса стал первым, кто критически отозвался об отсутствии тематического единства в газелях Хафиза, в одном стихотворении способного от наслаждений вина перейти к суфийской философии, а от неё к достоинствам возлюбленной. Положение поэта в эпоху правления Шах-Шуджи было не вполне устойчивым, и некоторые из созданных в этот период газелей упоминают о том, что в 1366 году его постигла опала. Возможно, в эти же годы Хафиз предпринял неудачную попытку перебраться в Йезд. В целом, однако, этот период в его творчестве был плодотворным, и к нему относятся многие из стихотворений «Дивана». В большинстве случаев в своих стихах Ширази отзывается об этих временах в положительном ключе, выгодно оттеняя эту оценку воспоминаниями о превратностях правления Мубариза. Характерна в этом отношении касыда, посвящённая триумфальному возвращению правителя в Шираз из похода в  1366 году: её торжественный панегирический стиль и помпезность образов, в отличие от касыды, посвящённой ранее Абу Исхаку, не омрачают ни печаль, ни тревога. В поэзии Хафиз относился к Шах-Шудже как к коллеге по перу: в его газелях встречаются отсылки к образам и идеям, озвученным в стихотворениях Шах-Шуджи, и наоборот.
Когда после смерти Шах-Шуджи (1384) развернулась борьба за престол между членами семейства Музаффаридов, симпатии Хафиза были отданы Шах-Мансуру, который в 1392 году погиб в боях с Тамерланом. Шах-Мансуру посвящены поэма Хафиза «Саки-наме» и ряд стихотворений, в том числе касыда в благодарность за назначение чалмоносцем — эта должность обеспечивала обладателя специальной государственной субсидией. Стихи, посвящённые Шах-Мансуру, считаются одними из последних в творчестве Хафиза, наряду с примерно двадцатью газелями, где сам поэт говорит о себе как о глубоком старике.
Он написал много лирических газелей — о любви, вине, красоте природы и розах. Благодаря этим стихотворениям поэт получил прозвище Шекерлеб («сахарные уста»).
Женился Хафиз на склоне лет, у него родилось двое детей. Но оба сына и жена умерли ещё при жизни поэта. Имеются сведения, что младший сын Хафиза, Шах Нуман, переселился в Индию, в Бурханпур, а похоронен был в Асиргархе. Жил Хафиз очень скудно, испытывая постоянную нужду. Несколько раз поэт получал приглашение от иноземных владык посетить их страны, однако поездки так и не осуществились. Его звал к себе багдадский султан Ахмед ибн-Увейс Джалаир. В Индию его звали султан Бенгала Гийас-ад-Дин Азам-шах и главный визирь султана Махмуда Бахманни (англ. Mohammed Shah I) (Декан) Мир-Фазлулла, но поездке помешал шторм на море.
Хафиз умер в Ширазе, где прожил всю жизнь. Большинство современных авторов полагает, что он скончался в  1390 году, хотя встречается также мнение, что это произошло годом ранее. Похоронен в саду Мусалла в Ширазе.
После смерти Хафиза появляется сборник его стихов — «Диван». В это собрание включены 418 газелей длиной от 5 до 10 бейтов, 29 кыта (ещё одна короткая стихотворная форма), 41 рубаи, 5 касыд (крупные стихотворения панегирического характера) и 3 небольших поэмы-маснави: «Дикая лань», «Саки-наме» и «Моганни-наме». Предисловие к «Дивану» Хафиза, в котором обсуждается его ранняя жизнь, было написано неизвестным современником, которого, возможно, звали Мухаммад Голандам. Возможно, некоторые из включённых в «Диван» произведений на самом деле написаны не Ширази: сборник распространялся в огромном количестве списков, и это обернулось засорением текста. В 1591 году турецким филологом Суди была предпринята первая попытка текстологической реставрации; её результат надолго стал канонической версией «Дивана» и в XIX веке большинство европейских переводов Хафиза ориентировались именно на него. В 1928 году в Иране был найден относительно ранний список «Дивана», созданный через 35 лет после смерти Хафиза. Этой находкой текстологи руководствовались в дальнейшем. Два наиболее известных современных издания «Дивана» Хафиза Ширази составлены Мухаммадом Газвини и Касемом Шани (495 газелей) и Парвизом Нател-Ханлари (486 газелей).

## Творчество

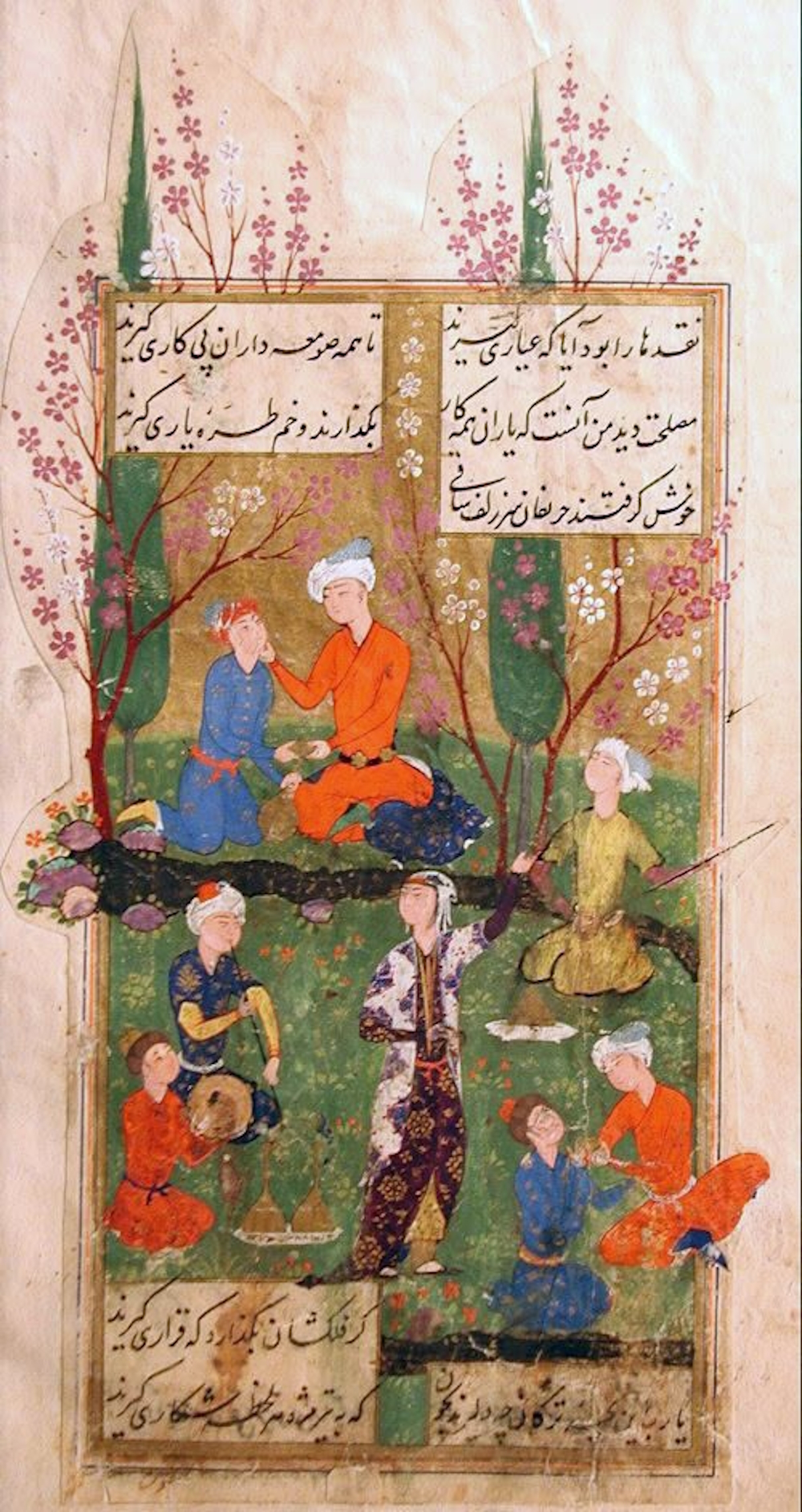
Диван Хафиза, миниатюра, Персия, 1585

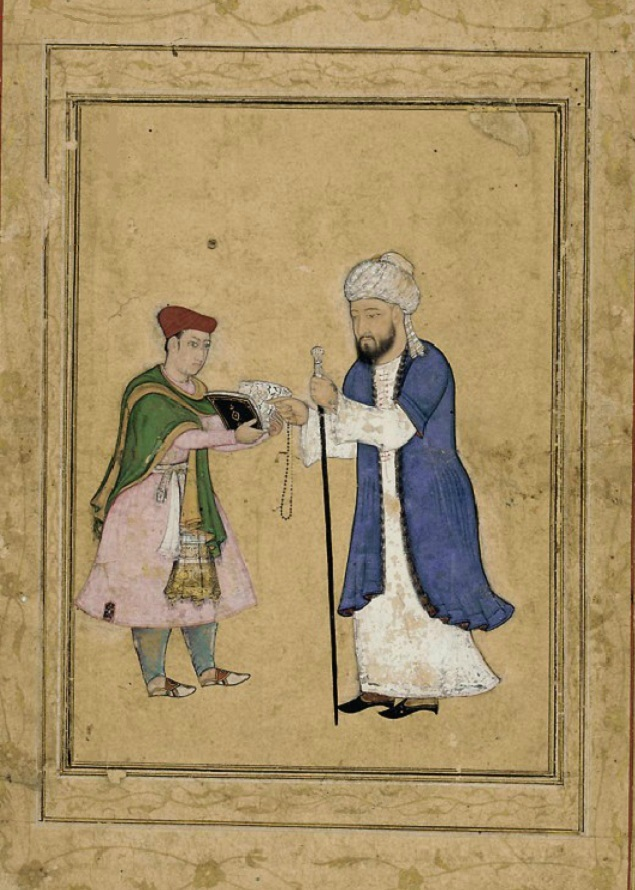
Хафиз читает свои стихи. Могольская миниатюра, ок. 1600 г.

Исследователями отмечается влияние на поэзию Хафиза стихов Саади, Салмана Саведжи, Хаджу Кирмани. Философская мысль в строках Хафиза идёт по пути, который заложили Хайям, Руми, отличаясь при этом индивидуальностью. Хафиз был знаком с некоторой частью литературного наследия своей страны. Тому есть и документальные подтверждения: в библиотеке Института востоковедения в Ташкенте хранится рукопись «Хамсе» Амира Хосрова Дехлеви, фрагмент из пяти маснави, где три из пяти маснави переписаны непосредственно самим Хафизом.
Основной строфой Хафиза была газель. Специфической особенностью творчества Хафиза было зеркальное использование описательных слов. Отрицательных персонажей называет он «святыми», «муфтиями», тех же, кто дорог его сердцу — «бродягами» и «пьяницами».
Средоточием творчества Хафиза является непосредственная жизнь человека со всеми её радостями и скорбями. Обыденные вещи обретают под его пером красоту и глубокий смысл. Если жизнь полна горести, то нужно сделать её лучше, придать ей красоту, наполнить смыслом. Частое упоминание чувственных удовольствий, будь то распитие вина или женская любовь, отнюдь не означают стремления Хафиза отвернуться от неприглядной действительности, спрятаться от неё в наслаждениях. Множество газелей, клеймящих злобу, войны, скудоумие фанатиков и преступления власть имущих, показывают, что Хафиз не боялся трудностей жизни и что его призыв к радостям — выражение оптимистического взгляда на мир, а если понимать под «радостью» скрытый смысл познания Бога, то горести для него не повод для озлобления, а побудительный мотив обратиться к Всевышнему и построить свою жизнь в соответствии с его заповедями.
Одни из самых трагичных газелей Хафиза посвящены потерям друзей, и, очевидно, дружба была величайшей ценностью в жизни Хафиза. Но утраты не могли сломить дух поэта, он не позволял себе предаваться отчаянию. Глубина трагических переживаний обусловлена именно осознанием её Хафизом, его дух всегда выше обстоятельств жизни. И это позволяет ему в часы скорби не отречься от жизни, а наоборот, начать ценить её ещё больше.
Богата и глубока любовная лирика поэта. По легенде Хафиз был влюблён в девушку Шах-Набат (Шахнабот), многие стихи посвящены именно ей. Простота в выражении самых интимных чувств и утончённость образов делают эти газели поэта лучшими примерами мировой любовной лирики.
Этическим идеалом поэта можно считать ринда — плута, бродягу, — полного бунтарства, призывающего к свободе духа. Образ ринда противопоставляется всему скучному, ограниченному, злому, эгоистичному. Хафиз писал: «Самонадеянности нет у риндов и в помине, а себялюбие для их религии — кощунство». Завсегдатай питейных заведений, гуляка, ринд свободен от предрассудков. Он не находит своё место в обществе, но это проблема не ринда, это проблема общества, построенного не лучшим образом. В мире Хафиз видел немало зла, насилия и жестокости. Мечта перестроить мир заново не раз звучит у Хафиза. Это всегда именно мечта, у него нет призывов к борьбе. В дальнейшем ринд как положительный герой находит свой путь в стихах Навои и Бедиля.
В оригинале стихи Хафиза чрезвычайно мелодичны, их легко напевать. Обусловлено это не столько применением звуковых повторов, сколько глубокой гармоничностью, объединяющей звучание и передаваемые образы. Богатство смыслов и лёгкость чтения служили причиной того, что куллиёт Хафиза использовался людьми для гаданий, для предсказания своей судьбы.

## Наследие и влияние творчества
Поэтический сборник «Диван» Хафиза включает 418 газелей (лирических стихов), 5 крупных касыд (крупных панегириков), 29 кыта (небольших стихов), 41 рубаи (афористическое четверостишие) и 3 месневи (героико-романтические поэмы): «Дикая лань», «Саки-наме» и «Моганни-наме». После смерти Хафиза «Диван» распространялся в виде списков в большом количестве, из-за чего в оригинальном тексте появлялись чужеродные вставки. В сегодняшнем Иране «Диван» переиздавался наибольшее количество раз среди классических произведений.
Первое серьёзное издание Хафиза было осуществлено в средние века в Турции, где были изданы произведения поэта в трёх томах. На этом издании основывались дальнейшие публикации в Германии, Египте и Индии. Творчество поэта оказало сильное влияние на многих мастеров Запада: Гёте, Пушкина, Мицкевича и др. Изданный в 1814 году полный перевод Хафиза на немецкий язык сподвигнул Гёте на создание своего «Западно-восточного дивана», в котором посвящает Хафизу целиком вторую книгу, названную им «Книгой Хафиза». Пушкин в своём стихотворении «Не пленяйся бранной славой, о красавец молодой!» («Из Гафиза») отдал дань уважения поэту и всей персидской поэзии. Произведения Хафиза Ширази переведены на многие языки мира.
В творчестве Хафиза преобладают традиционные темы вина и любви, мистического озарения, восхваления великих людей, жалобы на бренность и непознаваемость мира. В поэзии Хафиз присутствовал элемент мистики, из-за чего современники называли поэта Лиссан-Эльгаиб — языком таинственных чудес.

## Память

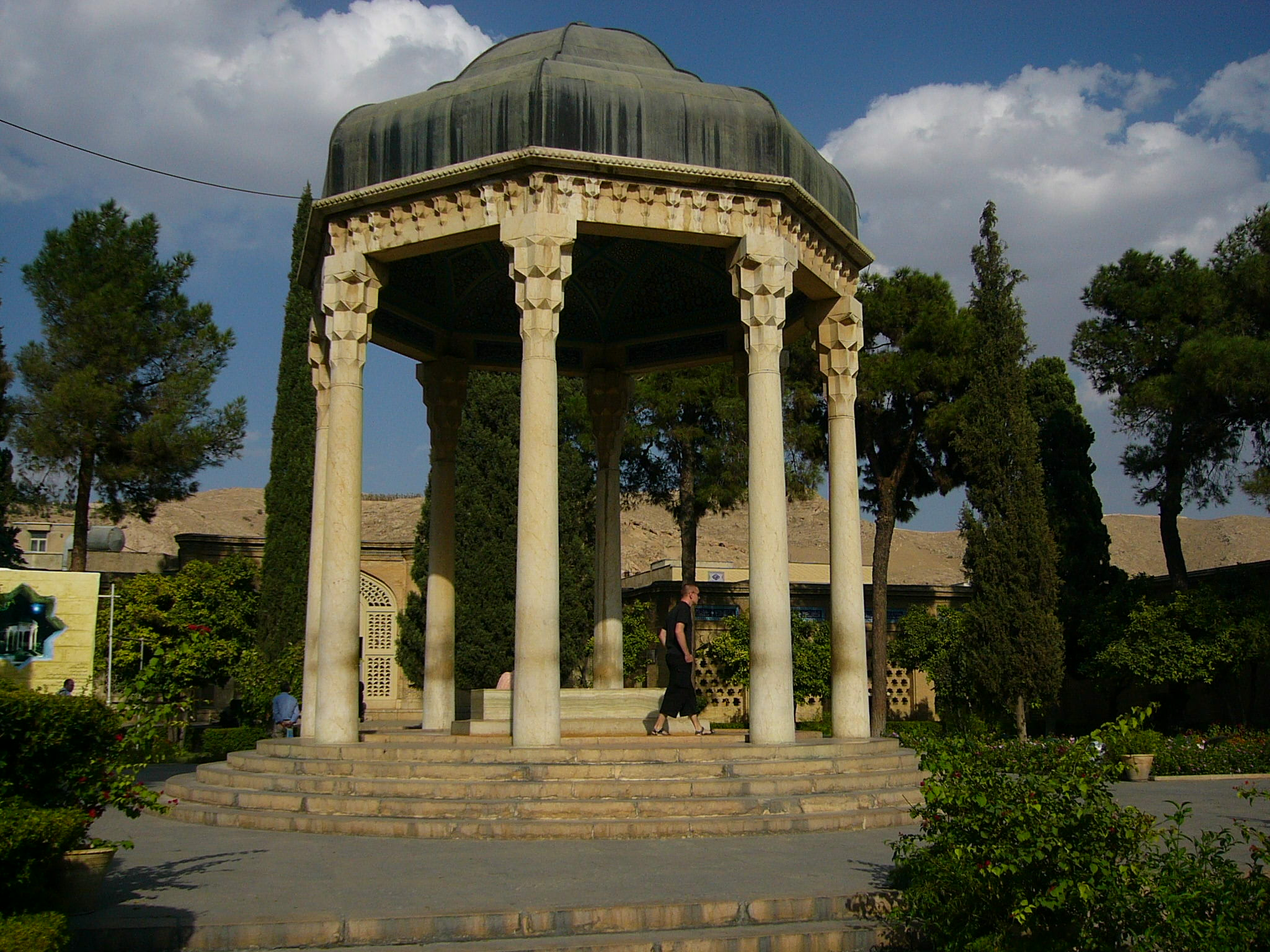
Мавзолей Хафиза в Ширазе

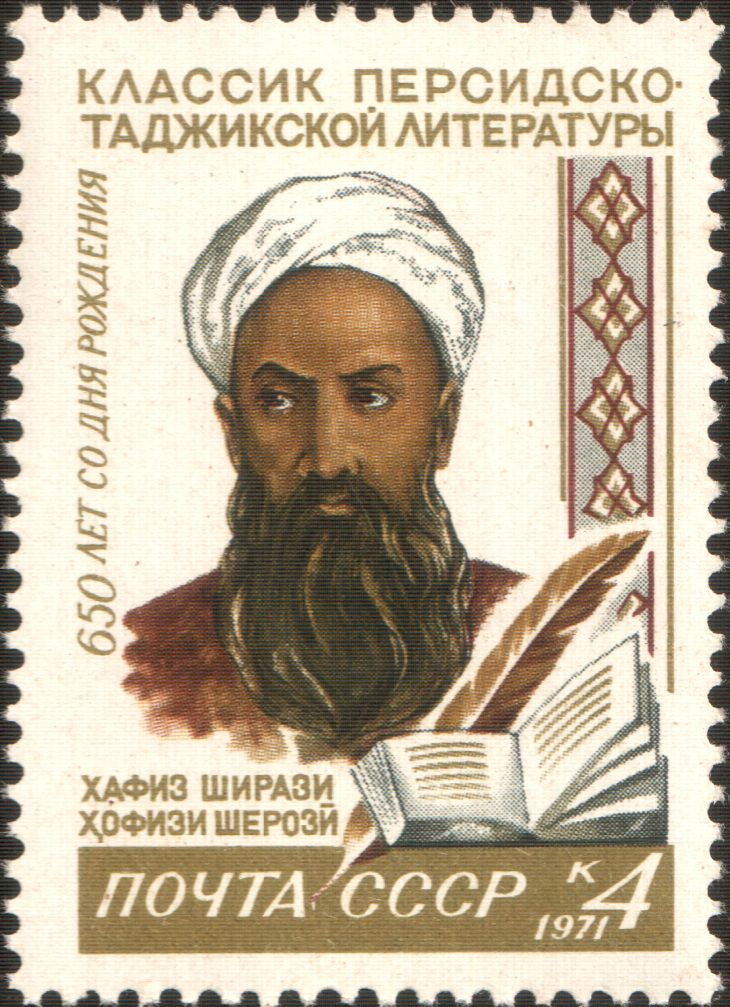
Почтовая марка СССР, 1971 год

Мавзолей Хафиза является одной из основных достопримечательностей Шираза. Он представляет собой беседку, построенную в 1930-х годах над мраморным надгробием поэта. Туда приходят многочисленные паломники. Мавзолей находится в парке, где постоянно под музыку декламируются стихи Хафиза. Также распространены гадания на «Диване» Хафиза. На могильной плите высечен бейт Хафиза:
Когда придёшь к этому склепу (мог))иле),
               прояви великодушие.
 Не осуждай тех гуляк-паломников, 
               которые здесь соберутся.(Подстрочный перевод)
- В 1971 году по иницитиве академика АН УзССР И.Муминова в Ташкенте в Институте востоковедения была проведена юбилейная научная сессия, посвященная 650-летию великого персидского поэта Хафиза Ширази.[17]
- 28 июня 2019 года памятник Хафизу Ширази открыли перед филологическим факультетом Дагестанского государственного университета[18].

## Переводы на русский язык
Считалось, что переводами Хафиза занимался Афанасий Фет, используя переводы на немецкий Даумера. Однако оказалось, что стихи Даумера — лишь подражание Хафизу. Издавались переводы, выполненные Константином Липскеровым, Владимиром Державиным, Семёном Липкиным, Александром Кочетковым, Татьяной Спендиаровой, Виктором Полещуком, Евгением Дунаевским и другими.
Книги:
Хафиз. Лирика. Перевод с фарси. Уфа. Башкирское книжно издательство. 1973
- Хафиз. Газели. М., «Academia», 1935
- Хафиз. 50 газелей. («Классики таджикской литературы»). Таджикгосиздат, 1955
- Хафиз. Лирика. Перевод с фарси. М., «Художественная литература»). 1956
- Хафиз. Газели. Перевод с фарси. М., «Художественная литература»). 1970
- Ирано-таджикская поэзия. — М.: Художественная литература, 1974. — 622 с. (Библиотека всемирной литературы)
- Истины. Изречения персидского и таджикского народов, их поэтов и мудрецов. Перевод Наума Гребнева «Наука», М. 1968. 310 с; Спб.: Азбука-классика, 2005. 256 с ISBN 5-352-01412-6

## Комментарии
1. ↑  «Ринды — это весельчаки, в душе преданные Богу, но не соблюдающие аскетический образ жизни, а пьющие вино, любящие веселье».
2. ↑  Куллиёт — собрание сочинений.